# Michal Sýkora (spisovatel)
Michal Sýkora (* 28. září 1971 Olomouc) je český pedagog, literární teoretik a spisovatel.

## Život
Michal Sýkora vystudoval Filozofickou fakultu Univerzity Palackého v Olomouci, kde získal akademické tituly Mgr. a Ph.D. Od roku 1998 na této fakultě působí jako odborný asistent na Katedře divadelních, filmových a mediálních studií, vyučuje zde několik předmětů, jako jsou: Světová literatura do konce 19. století, Literární seminář, Úvod do komparatistiky a Seminář analýzy televize a médií – Britské televizní detektivní série a seriály. Odborně se zabývá moderním světovým románem, aktuálními tendencemi světové literatury a teorií literatury – konkrétně komparatistikou a hermeneutikou.
Dále se účastní projektu MŠMT „Pluralita kultury a demokracie“, jehož záměrem je zhodnotit ovlivnění české kultury cizími vlivy, vyjádřit se k otázce amerikanizace a globalizace, nebo také zkoumat vliv masové a populární kultury jako demokratizačního i kulturně deprivačního prvku. Absolvoval čtyři studijní pobyty v Cambridgi a Oxfordu ve Velké Británii.

## Dílo
Ve svých odborných pracích se věnuje hlavně britským detektivkám a moderní próze. Napsal odborné monografie (o díle Vladimíra Nabokova, Vize řádu a světa v moderní próze. Román a „světový názor“), ale je i autorem populárně naučných knih (Dostojevského buldok. O zvířatech a/v literatuře). Jeho beletristické pokusy Případ pro exorcistu a Modré stíny inspirovala britská detektivní škola.

### Monografie
- Vladimír Nabokov – Od Mášeňky k Daru (2002, Host) – zpracovává Nabokovovu rusky psanou tvorbu z dvacátých a třicátých let dvacátého století.
- Vladimír Nabokov – „Americká“ témata (2004, Host) – zabývá se druhou polovinou Nabokovovy tvorby, tedy obdobím, kdy pobýval v USA a ve Švýcarsku; volně navazuje na předchozí práci Vladimir Nabokov – Od Mášeňky k Daru.
- Dostojevského buldok. O zvířetech a/v literatuře (2006, Host) – Populárněji orientovaný pohled na slavné romanopisce 19. století (Dostojevskij, Hugo, Turgeněv, Flaubert a další), doplněný obrazovou přílohou. Kniha se snaží ukázat, jak způsob, jímž spisovatelé popisovali chování zvířat či přímo své zvířecí hrdiny, vypovídá o dobové atmosféře, pojetí vědy a významu přírodních věd ve společnosti, o dobových etických a ekologických normách.
- Vize řádu a světa v moderní próze. Román a „světový názor“ (2008, Pistorius & Olšanská) – autor se pokouší najít smysl postmodernistické literatury prostřednictvím pojmu světový názor.
- Britské detektivky: od románu k televizní sérii
- Philip Roth - život a dílo mistra moderní prózy (2019, Host)

### Detektivky
V detektivkách vystupuje olomoucký vyšetřovací tým detektivů od Nejsvětější Trojice vedený komisařkou Marií Výrovou.
- Případ pro exorcistu (2012, Paseka) – vyšetřování vraždy dívky Veroniky Štěpánové, jejíž tělo bylo nalezeno na oltáři v kostele ve Štěpánově, vesnici nedaleko Olomouce. Podezřelými se stávají místní kněz (jednou z možností je nepovedený exorcismus) i jeho psychicky narušený nepřítel, stopy ale vedou i do prostředí univerzity a celý případ komplikují další vraždy.
- Modré stíny (2013, Host) – do Olomouce zasazené vyšetřování vražd docenta Ondřeje Chalupy a reportéra Milana Březiny, kteří se snažili řešit jednak nedávné machinace kvestora Jonáše při rekonstrukci univerzitní budovy, jednak machinace s pozemky z 90. let, na nichž se podílel tehdejší náměstek primátora a současný ministr vnitra Gelnar. Román začíná v univerzitním prostředí, v druhé části má prvky thrilleru a reflektuje zneužívání veřejných prostředků a politického vlivu.[1]
- Ještě není konec (2016, Host) – znovu otevřené vyšetřování vraždy z roku 1987.
- Pět mrtvých psů (2018, Host) – případ začínající krádeží medvědů z olomoucké ZOO a nálezem mrtvých psů.[2]
- Nejhorší obavy (2020, Host) – tři rozsáhlejší povídky Před potopou, Životní dílo akademika Plíška a Nejhorší obavy.[3]

#### Televizní adaptace
Na motivy románu Případ pro exorcistu natočila v roce 2014 Česká televize stejnojmenný televizní film, jehož scénář napsal Petr Jarchovský a jejž režíroval Jan Hřebejk. Třídílný film byl v premiéře odvysílán v lednu 2015.
Na motivy románu Modré stíny natočila ČT stejnojmennou čtyřdílnou televizní minisérii, kterou režíroval Viktor Tauš a která byla v premiéře odvysílána v únoru a březnu 2016.
Televizní minisérie Pět mrtvých psů vznikla podle námětu pro Českou televizi a byla odvysílána v dubnu 2016. Autor příběh převedl do románové verze vydané roku 2018, která se podle jeho slov v mnoha ohledech liší od televizní verze.
V roce 2022 byl v České televizi uveden čtyřdílní detektivní seriál Pozadí událostí, k němuž napsal scénář spolu s Petrem Jarchovským.

#### Rozhlasové adaptace
Český rozhlas postupně zpracovat audiopodobu několika Sýkorových knih.
- V roce 2015 měl premiéru čtrnáctidílný detektivní seriál Modré stíny, který v režii Tomáše Soldána načetl František Strnad.[7]
- V červnu 2016 natočil režisér Tomáš Soldán desetidílný Případ pro exorcistu, který v rozhlasové úpravě Petry Ševců načetl František Strnad.[8]
- V roce 2016 olomoucké studio Českého rozhlasu natočilo jako desetidílný seriál knihu Ještě není konec. V režii Tomáše Soldána načetla Olga Kaštická.[9]
- V únoru 2019 rozhlas poprvé odvysílal 14 dílů audioverzi knihy Pět mrtvých psů, kterou režisér Vladimír Rusko natočil s hercem Alešem Procházkou.[10]

### Povídky
- Percy Thrillington, povídka ze souboru Praha noir, 2016
- Kterak se četnického závodčího Brucha zmocnil běs, povídka v knize Krvavý Bronx, 2020

#### Recenze
- Recenze Jiřího Lojína na portálu Vaše literatura (5. 2. 2012)
- Recenze Anny Vondřichové (A2, 4/2012)
- Recenze Mileny M. Marešové na portálu Českého rozhlasu 3 – Vltava (26. 3. 2012)
- Recenze Vladimíra Stanzela Tajemná vražda na Hané (Host, 6/2012)
- Recenze Marka Jančíka na portálu Knihožrout (9. 12. 2012)
- Recenze Petra Hanušky, Olomoucký deník (7. 4. 2012) Archivováno 5. 3. 2016 na Wayback Machine.